# Historia de la homosexualidad en Asia
Se han encontrado varios registros históricos de la antigüedad en Asia sobre homosexualidad, ya desde las primeras civilizaciones mesopotámicas, chinas o de la India. Las opiniones de estas sociedades sobre la homosexualidad es muy diversa que va desde considerarla un delito penado con la muerte de Imperio asirio, hasta tener una alta aceptación similar a la de la Grecia antigua como en la China de la dinastía Han o el Japón medieval.

## Mesopotamia
Se describen prácticas homosexuales masculinas ya desde el periodo sumerio tanto entre hombres como con muchachos. En la civilización Sumeria (3000 a. C.) se registra la existencia de unos sacerdotes-cantores llamados assinu que significaba literalmente “hombre útero”, lo que se interpreta como homosexual. 
En Babilonia (2100-560 a. C.) también se documenta la existencia de la homosexualidad, que era considerada algo corriente y no se condenaba. Por ejemplo en el relato épico de Gilgamesh se muestra una relación erótica del héroe con su compañero Enkidu. Había cierta conexión entre prácticas sexuales, también homosexuales, y religión. Hay constancia de que algunos sacerdotes de Ishtar eran homosexuales y participaban bailando travestidos en determinados ritos. En algunos templos babilónicos existía prostitución masculina sagrada, similar a la ejercida en la India hasta la época moderna, aunque el resto de la prostitución masculina no estaba bien vista.
En cambio sus vecinos los asirios (1800-1077 a. C.) eran intolerantes con la homosexualidad masculina, aunque parece que toleraban la femeniana, en el código de Hammurabi, alrededor de 1770 a. C., se menciona a las salzikrum (hijas-varón) que podían tomar una o varias esposas y tenían derechos de herencia y la propiedad semejantes a los hombres.
Durante el reinado de Tiglatpileser I, en el periodo medio del imperio, siglo XII a. C., existían las siguientes leyes que muestran su negativa consideración social por la homosexualidad masculina que llegaban a condenar con la castración según lo encontrado en una tablilla: 
Ley 19:

Si un hombre ha difamado secretamente a su amigo diciendo "He yacido con él" o ha hablado sobre él durante un litigio en presencia de otras personas, diciendo "el hombre ha yacido contigo", diciendo "Yo afirmo y te acuso", ahora si el no puede mostrar la acusación contra de él y no se le encuentra acusado, a este hombre le deben ser infligidos 50 golpes con un bastón y deberá trabajar para el rey durante un mes completo; será depilado y deberá pagar 1 talento de multa.

Ley 20:

Si un hombre ha yacido con su amigo y se prueban los cargos y se le encuentra culpable será castigado convirtiéndole en eunuco."

## China
En la antigüedad en China existió una tradición de amor entre hombres conocido como amor masculino o placeres del melocotón mordido, nombre derivado de una leyenda de la dinastía Zhou, hacia el año 500, según la cual su favorito, Mizi Xia ofreció al Duque Ling de Wei un melocotón que había mordido y él consideró este gesto de su amante como un gesto de amor.
En China hay registros de la homosexualidad desde la antigüedad. En las investigaciones de Pan Guangdan (潘光旦) se muestra que casi todos los emperadores de la dinastía Han tuvieron uno o varios amantes masculinos, generalmente catamitas. Una tradición que explica otro de las expresiones con la que se conoce la homosexualidad en China "la pasión de la manga cortada", habla de como el emperador Ai Di de la dinastía Han se cortó la manga de su traje de seda, sobre la que dormía su amante, para no tener que despertarlo.
Hay también menciones de lesbianas en los registros históricos. La atracción sexual por el mismo sexo en China se consideró normal y nunca fue perseguida como lo sería en Europa durante la Edad Media. 
El amor homosexual fue frecuentemente representado en el arte chino y muchos ejemplos sobrevivieron a la revolución cultural. Aunque no quedan grandes estatuas hay muchos dibujos en manuscritos en rollo y pinturas sobre seda que pueden verse en colecciones privadas.
Existen numerosos relatos de este género amoroso en la literatura clásica y en las grandes novelas, como por ejemplo en El sueño de la alcoba roja (también llamada Historia de la piedra) en las que la homosexualidad aparece con toda naturalidad.
No obstante el confucianismo oficial excluía cualquier manifestación sexual que supusiera "desorden" o amenaza a una institución familiar muy rígida y estructurada que perpetuase el linaje y el culto a los antepasados, por lo que era una obligación de casarse y tener hijos, como sigue siendo un deber social del que es difícil escaparen la China actual. Pero al mismo tiempo, la antigua sociedad china era muy permisiva con las costumbres sexuales masculinas y permitía una alta licencia extramarital, la costumbre de tener concubinas, y amantes masculinos, era general entre las clases altas. Los burdeles masculinos eran abundantes y escandalizaron terriblemente a los jesuitas que residían en Pekín durante los siglos XVII y XVIII.

## Japón
Otra civilización con cierta tolerancia y respeto hacia esta orientación sexual fue la del Japón, hasta el siglo XIX. Según la tradición, Kobo Daichi (774-835), fundador de la secta budista Shingon y a quien la leyenda popular atribuye la creación del silabario japonés, fue el "creador" de la homosexualidad. Creencia que seguramente deriva de lo habitual de las prácticas entre los monjes. Hay muchos poemas amorosos, relatos e historias que cuentan historias de amor entre monjes y muchachos, que llegan en algunos casos a relatos sublimes de suicidio por amor e incluso de iluminación budista.
El Japón fue también hasta 1868 una sociedad feudal en la que los guerreros profesionales de la casta de los samuráis vivían al servicio de su señor apartados de la familia y en grupos muy cerrados y viriles. La homosexualidad parece haber sido una práctica corriente entre ellos, aunque no exclusiva para la mayor parte y limitada a la relación entre un samurái mayor y experimentado y uno más joven, si bien también había otros casos.
Durante los siglos XVI y XVII, los europeos, principalmente los misioneros jesuitas portugueses quedaron sorprendidos y escandalizados por estas costumbres, y por el hecho de que los sacerdotes budistas tuvieran prohibido tener tratos con mujeres, aunque ningún tipo de prohibición pasaba sobre las restantes formas de sexualidad.

## India
La homosexualidad también fue conocida, practicada y a veces divinizada en la India antigua, sin que los indios, hindúes o musulmanes, tuvieran gran preocupación por ella hasta la penetración de la colonización británica en los siglos XVIII y XIX. La influencia occidental llevó a muchos indios a avergonzarse de una práctica que los colonizadores vilificaban y encontraban repugnante y, como ha sucedido en otros muchos lugares, los movimientos anticoloniales y el exceso de celo de muchos nacionalistas, que llegaron a interiorizar totalmente los valores de los dominadores, empezando por el mismo Mahatma Gandhi (que desconfiaba profundamente de toda sexualidad), dieron a la homosexualidad la calificación de "vicio occidental", lo que ha llevado a una destrucción sistemática de los muchísimos ejemplos de prácticas homosexuales esculpidos en los templos o a la "heterosexualización" de algunas figuras, lo que da a los mismos indios una visión bastante sesgada de su pasado.